# Vernon Taylor
Vernon Taylor (Charleston, Carolina del Sur, 15 de febrero de 1987) es un jugador de baloncesto estadounidense que actualmente es agente libre. Su posición es base.

## Trayectoria
Nacido en Charleston (Carolina del Sur), es un base que puede jugar de escolta formado en Cross High School de Cross (Carolina del Sur), hasta 2007, fecha en la que ingresó en la Spartanburg Methodist College, donde jugaría dos temporadas, desde 2007 a 2009.
En 2009, ingresa en la Universidad de Troy situada en Troy, Alabama, donde jugaría durante dos temporadas la NCAA con los Troy Trojans, desde 2009 a 2011.
Tras no ser drafteado en 2011, Taylor comenzó su carrera profesional en Finlandia en el equipo del Säynätsalon Riento de la Korisliiga. Tras una temporada en las filas del Club Sportif La Sagesse en el Líbano, regresó a Finlandia para jugar en el Porvoon Tarmo y en el Kouvot Kouvola de la Korisliiga.
En la temporada 2013-14, firma por el Rilski Sportist de la Liga de Baloncesto de Bulgaria.
En 2015, Taylor firmó con Kangoeroes Willebroek de la Pro Basketball League.
En la temporada siguiente, cambió de equipo en Bélgica y firmó por el Okapi Aalstar de la Pro Basketball League, en el que jugaría durante dos temporadas.
En la temporada 2018-19, comenzó en las filas del Trefl Sopot en la Liga Polaca de Baloncesto (PLK). El 8 de enero de 2019, acordó rescindir su contrato con Sopot y firmó con New Heroes Den Bosch, que buscaba un reemplazo para el lesionado Devon Van Oostrum.
En julio de 2019, firmó con el equipo chipriota Keravnos Nicosia de la Primera División de baloncesto de Chipre.
El 15 de octubre de 2019, Taylor firmó con Donar Groningen de la Dutch Basketball League (DBL) por el resto de la temporada 2019-20. La temporada 2019-20 se canceló prematuramente en marzo debido a la pandemia de COVID-19. 
El 6 de julio de 2020, Taylor firmó en Suiza con el Union Neuchâtel Basket de la Swiss Basketball League.
En agosto de 2021, Taylor se transfirió a SAM Basket Massagno de la Swiss Basketball League.
El 8 de agosto de 2022, Taylor regresó al Donar Groningen de la BNXT League.